# Plecopterodes lutosa
Plecopterodes lutosa är en fjärilsart som beskrevs av Karl Grünberg 1910. Plecopterodes lutosa ingår i släktet Plecopterodes och familjen nattflyn. Inga underarter finns listade i Catalogue of Life.